# Château de Savignac-les-Ormeaux
Pour les articles homonymes, voir Château de Savignac.
Le château de Savignac est une riche demeure située à Savignac-les-Ormeaux, dans l'Ariège, en région Occitanie (France).

## Historique
Le château est pour la première fois cité en 1240 dans le testament de Bernard V de Comminges. Cependant, il n'est pas cité en 1272 dans le dénombrement du comté de Foix, ce qui peut porter à confusion.
Jusqu'à la Révolution, le château et le village ont été la propriété de l'abbé de Foix, seigneur des terres, à qui le comte Roger Ier de Carcassonne avait donné le fief. Le château actuel date du XVIe, lorsque Jérôme Fornier de Savignac a reconstruit la bâtisse, avant d'être remanié au XIXe siècle.
Les façades et toitures du bâtiment sont inscrites au titre de monuments historiques par arrêté du 10 décembre 1976.

## Architecture
Lors des travaux effectués sous la Restauration, les façades nord et ouest ont été conservées, alors que la façade sud a été remaniée. Celle-ci a pour particularité de se composer d'un avant-corps ajouté sur l'ancien mur. Les deux tourelles où se trouvent les pigeonniers sont aux extrémités, faisant de cette façade la plus imposante de la demeure.
La bâtisse présente quatre étages (en comptant l'étage sous combles) et est de forme rectangulaire. Le toit soutenu par une rangée de corbeaux est fait d'ardoises. Deux échauguettes (l'une ronde, l'autre carrée), aux angles nord-est et nord-ouest, viennent casser la géométrie stricte du château. Le vaste jardin est complété par une grange au sud, à proximité du portail d'entrée. Au sommet de la bâtisse, une girouette présente le blason de la famille Fornier de Savignac.

## Galerie

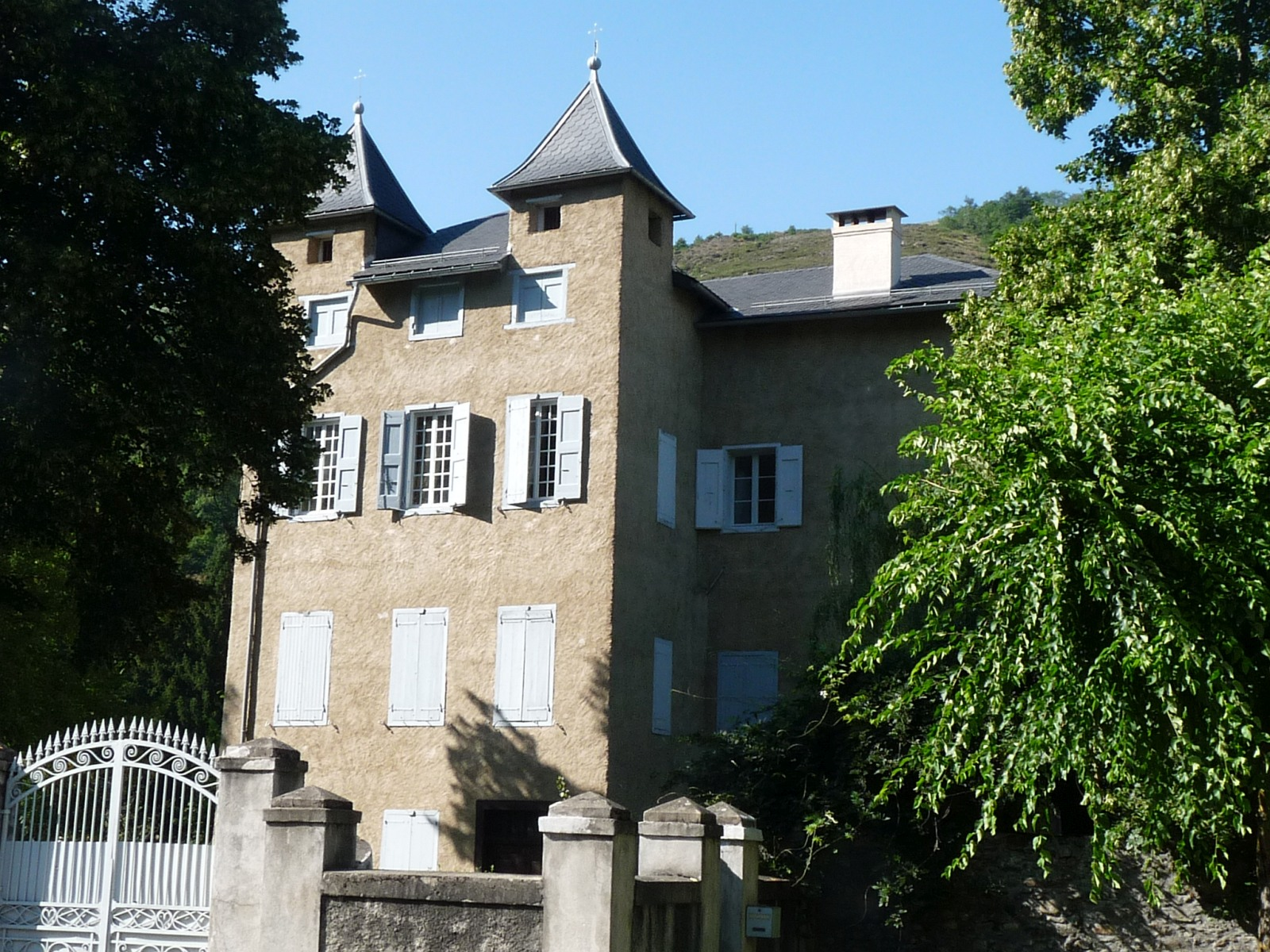
Façade Sud.
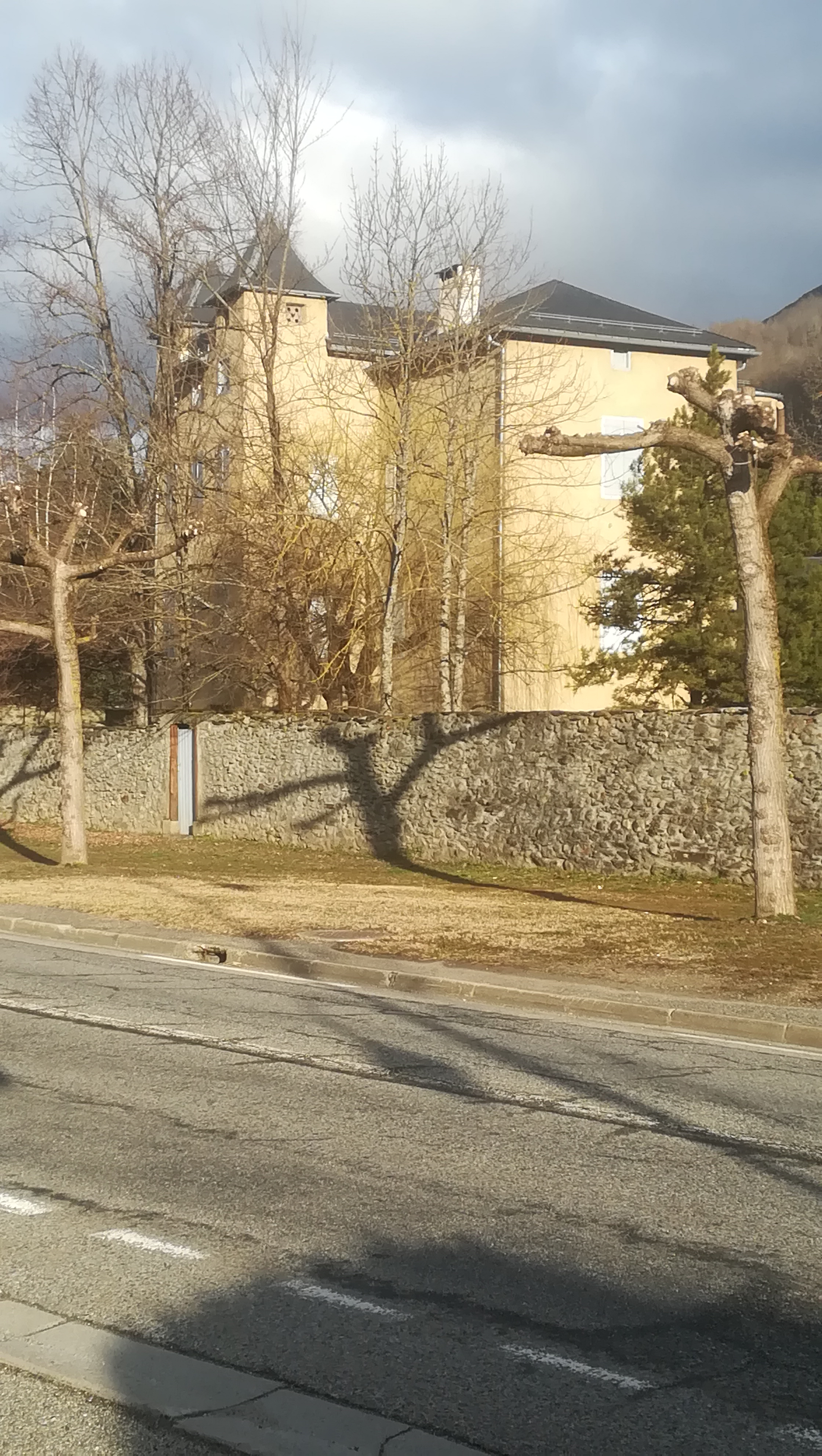
Vue de trois quarts du château.
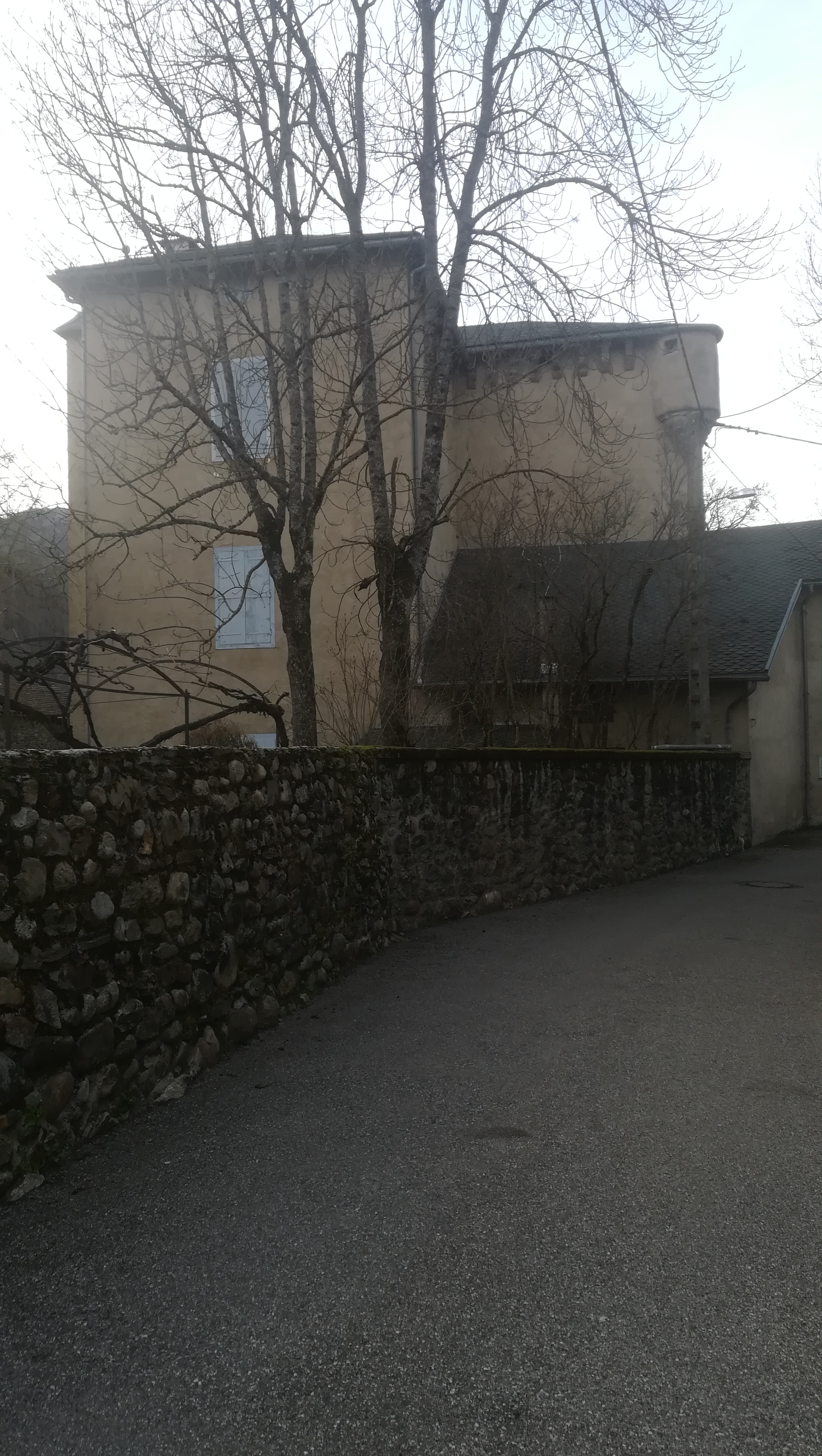
Vue latérale, avec une échauguette-pigeonnier.
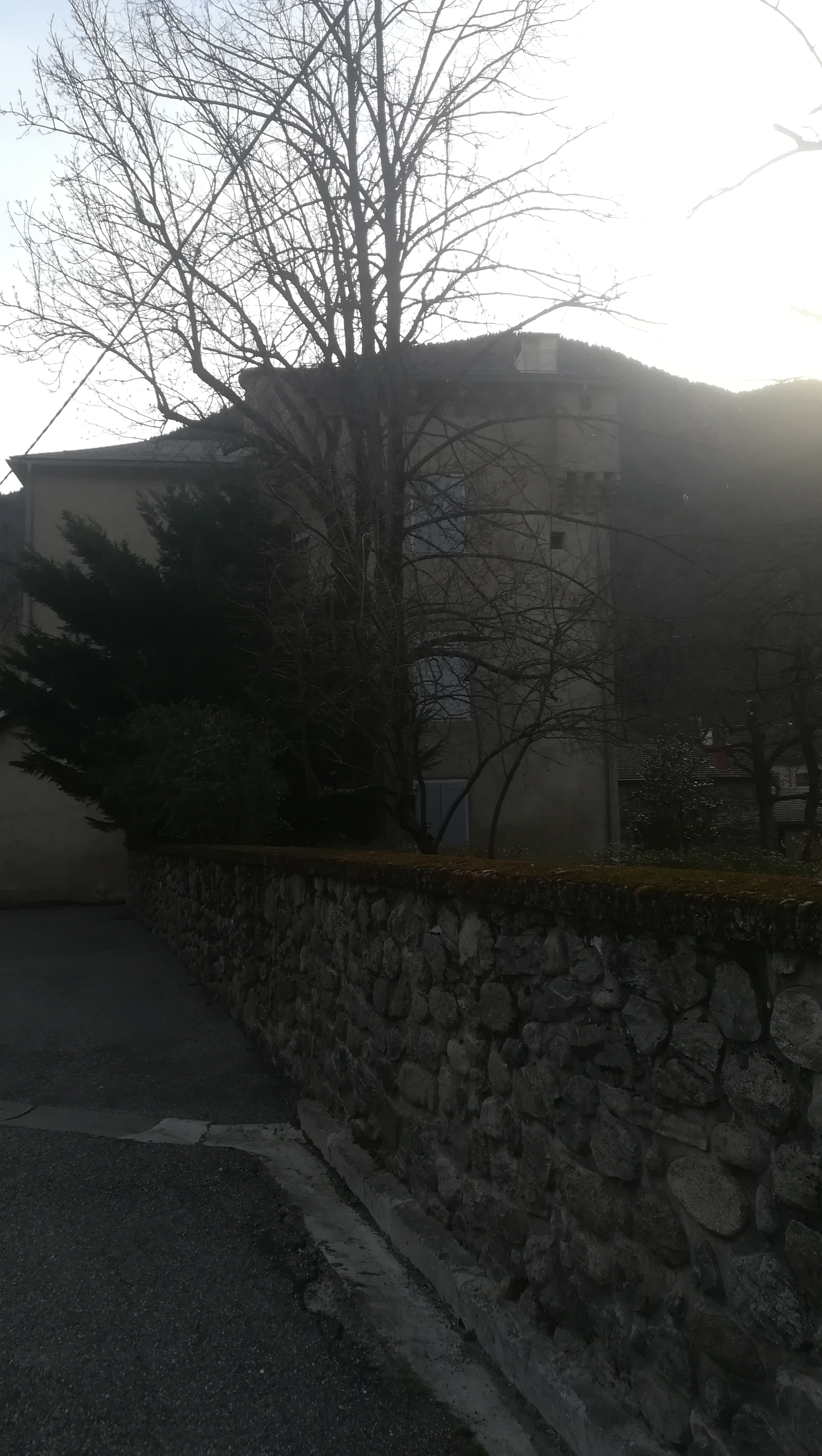
L'arrière de la bâtisse, et ses deux échauguettes.
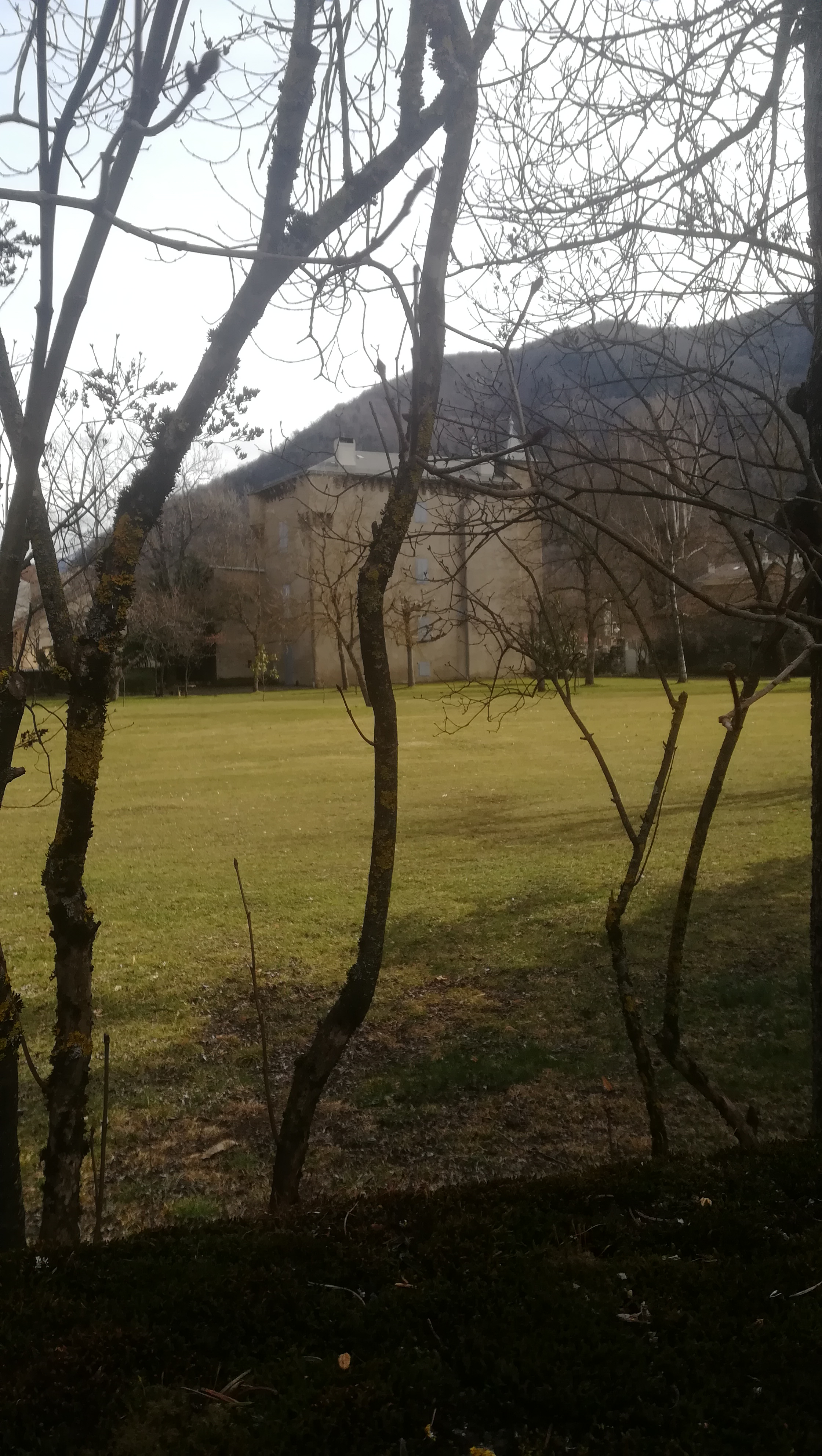
Le parc.